# Clearance
Ledvinná clearance je veličina sloužící k nepřímému zjištění míry glomerulární filtrace. Definuje se jako objem krevní plazmy očištěné ledvinami od indikátorové látky za jednotku času. Průměrná hodnota clearance je 120 ml/min.

## Indikátor

Chemická struktura kreatininu.

Jako indikátor se volí taková látka, která není ledvinami ani resorbována, ani secernována. Pokud ano, tak jen v minimálním množství. Toto zadání nejlépe splňuje inulin, který není ani resorbován, ani secernován.
Clearance inulinu (120 ml/min) se používá také k třídění látek podle jejich sekrece či zpětné resorpce. Ty, které jsou secernovány v tubulech, mají clearance vyšší než 120 ml/min. Ty, které jsou zpětně resorbovány, mají clearance nižší než 120 ml/min (např. fibrinogen má clearance blízkou 0 ml/min).
Z finančních i jiných důvodů se klinicky také využívá méně výhodný svalový metabolit kreatinin, jenž je přibližně z 10% vylučován tubulární sekrecí. Jeho množství v plazmě je stálé, je však závislé na svalové činnosti a o něco méně na příjmu potravou. Referenční interval kreatininu v plazmě je 70–125 μmol/l pro muže a 50–105 μmol/l pro ženy. Koncentrace nad 140 μmol/l značí sníženou funkci ledvin. Výrazně zvýšené hladiny jsou též při traumatech kosterních svalů a svalové dystrofii.

## Odvození vzorce
Vzorec clearance vychází z předpokladu, že látkové množství indikátorové látky odstraněné z plazmy (index „pl“) se rovná látkovému množství vyloučenému močí (index „u“ dle latinského výrazu pro moč):
{\displaystyle n_{\mathrm {pl} }=n_{\mathrm {u} }}
Dosazením za obě látková množství podle vzorce pro látkovou koncentraci obdržíme
{\displaystyle c_{\mathrm {pl} }V_{\mathrm {pl} }=c_{\mathrm {u} }V_{\mathrm {u} }.}
Nyní osamostatníme objem plazmy Vpl a po vydělení rovnice časem Δt získáme vzorec clearance
{\displaystyle {V_{\mathrm {pl} } \over \Delta t}={V_{\mathrm {u} } \over \Delta t}\cdot {c_{\mathrm {u} } \over c_{\mathrm {pl} }},}
kde
Vpl / Δt je clearance použité indikátorové látky (objem za jednotku času),
Vu / Δt je rychlost tvorby moči (objem za jednotku času),
cu resp. cpl je látková koncentrace indikátorové látky v moči resp. v plazmě.
Glomerulární filtrace GF se rovná clearanci látky, která není ledvinami resorbována ani secernována, tedy například zmíněného inulinu nebo kreatinu.

## Clearance v lékařskédiagnostice
Při vyšetření se dává přednost kreatininu, protože vyšetření inulinu je složitější a finančně nákladnější. Koncentrace v plazmě a moči se získají spektrofotometricky, hodnota Vu jako tzv. diuréza (množství moče vytvořené za 24 hodin a sbírané do odměrného válce). Před klinickým vyšetřením je nutné tři dny držet bezmasou dietu včetně masových bujónů.

### Korekce na tělesný povrch
V klinice se výsledná hodnota přepočítává na tělesný povrch, protože plocha pro glomerulární filtraci v ledvinách je úměrná tělesnému povrchu.
Vzorec pro tělesný povrch: {\displaystyle S\approx 0,167\cdot {\sqrt {w\cdot h}}\ \mathrm {m^{2}} }, kde 0,167 je empirický faktor, w hmotnost (kg) a h výška (m).
Výsledný vzorec pro korigovanou glomerulární filtraci má podobu:
{\displaystyle GF_{\mathrm {kor} }={GF \over S}={GF \over \mathrm {ml/s} }\cdot {1,73\,\mathrm {m} ^{2} \over S}\ \mathrm {ml/s/1,73\,m^{2}} }

### Intervaly korigované GF v klinické praxi
Fyziologické hodnoty pro dospělého ve věku 20-60 let jsou v intervalu 1,3–2,6 ml/s/1,73 m2. Závisí na věku a pohlaví. Interval 0,15–0,5 ml/s/1,73 m2 značí nedostatečnou funkci ledvin, výsledek pod 0,15 ml/s/1,73 m2 je při renálních selháních.